# Resultados do Carnaval de Fortaleza em 2013
Resultados do Carnaval de Fortaleza em 2013.

## Escolas de samba
| Colocação | Escola                      | Pontos | Ref.        |
| --------- | --------------------------- | ------ | ----------- |
| 1º        | Unidos do Acaracuzinho      | 178    | [ 1 ] [ 2 ] |
| 2º        | Tradição da Bela Vista      | 167    | [ 1 ] [ 2 ] |
| 3º        | Império Ideal               | 149    | [ 1 ] [ 2 ] |
| 4º lugar  | Imperadores da Parquelândia |        | [ 2 ]       |
| 5º lugar  | Tradição da Bela Vista      |        | [ 2 ]       |
| 6º lugar  | Colibri                     |        | [ 2 ]       |
| 7º lugar  | Girassol de Iracema         |        | [ 2 ]       |
| 8º lugar  | Corte no Samba              |        | [ 2 ]       |

## Maracatu
| Colocação | Maracatu            | Desempate                | Ref.  |
| --------- | ------------------- | ------------------------ | ----- |
| 1º        | Rei de Paus         | Maior número de notas 10 | [ 1 ] |
| 2º        | Az de Ouro          |                          | [ 1 ] |
| 3º        | Nação Iracema       |                          | [ 1 ] |
| 4º lugar  | Vozes da África     |                          | [ 2 ] |
| 5º lugar  | Nação Fortaleza     |                          | [ 2 ] |
| 6º lugar  | Nação Baobab        |                          | [ 2 ] |
| 7º lugar  | Nação Axé de Oxóssi |                          | [ 2 ] |
| 8º lugar  | Nação Pici          |                          | [ 2 ] |
| 9º lugar  | Rei do Congo        |                          | [ 2 ] |
| 10º lugar | Kizomba             |                          | [ 2 ] |
| 11º lugar | Filhos de Iemanjá   |                          | [ 2 ] |
| 12º lugar | Solar               |                          | [ 2 ] |
| 13º lugar | Rei Zumbi           |                          | [ 2 ] |

## Blocos
| Colocação | Bloco              | Pontos | Ref.  |
| --------- | ------------------ | ------ | ----- |
| 1º        | Doido é Tu         | 116    | [ 1 ] |
| 2º        | A Turma do Mamão   | 114    | [ 1 ] |
| 3º        | Unidos da Vila     | 113    | [ 1 ] |
| 4º lugar  | Balakubako Folia   |        | [ 2 ] |
| 5º lugar  | Garotos do Benfica |        | [ 2 ] |
| 6º lugar  | Império da Vila    |        | [ 2 ] |
| 7º lugar  | Prova de Fogo      |        | [ 2 ] |
| 8º lugar  | Garotos do Parque  |        | [ 2 ] |

## Cordões
| Colocação | Cordão               | Pontos | Ref.  |
| --------- | -------------------- | ------ | ----- |
| 1º        | Vampiros da Princesa | 105    | [ 1 ] |
| 2º        | As Bruxas            | 103    | [ 1 ] |
| 3º lugar  | Princesa no Frevo    |        | [ 2 ] |
| 4º lugar  | Barão Folia          |        | [ 2 ] |

## Afoxés
| Colocação | Afoxé         | Ref.  |
| --------- | ------------- | ----- |
| 1º        | Acabaca       | [ 1 ] |
| 2º        | Filhos de Oyá | [ 1 ] |
| 2º        | Obá Sá Rewà   | [ 1 ] |
| 4º lugar  | Oxum Odolá    | [ 2 ] |